# Cyclica frondaria
Cyclica frondaria är en fjärilsart som beskrevs av Augustus Radcliffe Grote 1882. Cyclica frondaria ingår i släktet Cyclica och familjen mätare. Inga underarter finns listade i Catalogue of Life.